# وعلان أرجواني
وعلان أرجواني (الاسم العلمي:Commelina purpurea) هو نوع من النباتات يتبع جنس الوعلان من الفصيلة الوعلانية.